# 블라디미르 호로비츠
블라디미르 사모일로비치 호로비츠(영어: Vladimir Samoylovych Horowitz; 러시아어: Владимир Самойлович Горовиц; 우크라이나어: Володимир Самійлович Горовиць; 1903년 10월 1일 (구력 9월 18일) ~ 1989년 11월 5일)는 우크라이나 출신의 미국 피아니스트이다. 20세기 가장 위대한 피아니스트 가운데 하나로 평가받고 있다.

## 생애
키에프 태생으로, 키에프 음악원에서 블루멘펠트에게서 가르침을 받고, 소년 시절부터 범상치 않은 천재적 재능을 발휘하였다. 제1차 세계 대전 후 및 러시아 혁명 직후의 혼란기에 고국을 탈출, 1923년 독일 제국 바이에른주 뮌헨에서 피아니스트 첫 데뷔하였으며 이듬해 1924년 독일 제국 베를린에서 피아니스트 정식 데뷔하였고, 이후 영국 런던과 프랑스 파리에서 압도적인 호평을 받았다. 1928년 도미하여 성공적으로 데뷔하고, 곧 명지휘자 토스카니니에게 전폭적인 지지를 받았으며, 결국 그의 딸 완다와 결혼까지 하게 된다. 그 후 구미에서 활약했으나 건강이 좋지 못하게 되어, 1953년에는 완전히 무대에서 물러났다. 하지만 1965년 5월에는 카네기 홀에서 부활 독주회를 개최하여 무대에 다시 복귀하였다. 그는 몸이 다소 허약하였지만 손가락 끝은 날카로워 명확한 터치에 능하고, 다이내믹하다는 평을 들었다. 또 옥타브의 연속, 세련되면서도 박력있는 음악적 효과를 빚어내는데도 뛰어난 재능을 보였다. 하지만 한 작곡가의 작품에 몰입하여 작품을 연주하지 않은 것은 그의 약점으로 항상 지적받았다. 템포, 리듬은 빈틈없이 꼼꼼했지만, 후기에는 건강 상태 때문에 점차로 음악에 주관이 강한 낭만적 기분이 강렬하게 나타나, 과거의 확고한 템포나 리듬이 자유로이 다뤄지는 경향이 점점 심해졌다. 명연주는 쇼팽의 〈스케르초 1번〉, 〈바르카롤>, <소나타 2번>, 〈마주르카〉, 리스트의 <피아노 소나타 B단조>와 〈오베르만의 골짜기〉, 슈만의 〈어린이의 정경〉, 라흐마니노프의 <피아노 협주곡 제3번>과 <피아노 소나타 2번>, 스크랴빈의 <연습곡>, <전주곡> 및 〈시곡〉과 〈소나타 9번〉, 스카를라티의 소나타 등이다.